# قصص الرمل (ألبوم فرقة ميراث)
قصص الرمل (بالإنجليزية: Tales of the Sand)‏ هو ثالث ألبوم لفرقة البروجريسف ميتال ميراث التونسية أصدر سنة 2011 يحمل الألبوم عشر أغانٍ.

## الأغاني
| #  | عنوان الأغنية بالعربية | عنوان الأغنية بالإنجليزية | مدة الأغنية |
| -- | ---------------------- | ------------------------- | ----------- |
| 1  | تحت الحصار             | Under Siege               | 4:28        |
| 2  | تحدي البحار            | Braving The Seas          | 4:20        |
| 3  | أوقات بدون رحمة        | Merciless Times           | 3:28        |
| 4  | قصص الرمل              | Tales of the Sands        | 5:19        |
| 5  | حامض تنهد              | Sour Sigh                 | 4:58        |
| 6  | داخل الفجر             | Dawn Within               | 3:31        |
| 7  | إغلاق واسع             | Wide Shut                 | 5:25        |
| 8  | قديس الوداع            | Requiem for a Goodbye     | 4:23        |
| 9  | ما وراء النجوم         | Beyond the Stars          | 5:15        |
| 10 | لديك الوقت لتنمو       | Time to Grow              | 4:02        |

## الطاقم
- مالك بن عربية – غيتار
- إلياس بوشوشة – بيانو ومغني
- أنيس الجويني – غيتار البيس
- زاهر الزرقاطي – مغني
- بيوي ديسفراي – طقم طبول

## روابط خارجية
- قصص الرمل على موقع أول موفي (الإنجليزية)